# Sérgio Oliveira
Sérgio Miguel Relvas de Oliveira (Paços de Brandão, 1992. június 2. –) portugál válogatott labdarúgó, a Sport Recife játékosa.

## Pályafutása

### Klubcsapatokban
A Paços de Brandão, a Porto és a Padroense csapataiban nevelkedett. 2009. október 17-én mutatkozott be a Sertanense elleni kupa-mérkőzésen 17 éves 4 hónaposan és 15 naposan. A 2010–11-es szezonban kölcsönben a Beira-Mar csapatát erősítette. 2010. október 23-án debütált a Paços Ferreira ellen. 2011 nyarán a belga KV Mechelen csapatába került kölcsönbe, majd januárban a  Penafielhez. 2013 és 2015 között két szezonon keresztül a Paços Ferreira játékosa volt. A 2015–16-os szezont már ismét a Porto csapatának az alkalmazásában kezdte meg. 2017 januárjában fél évre kölcsönbe került a francia Nantes csapatához. 2019. január 31-én  öt hónapos kölcsönszerződést írt alá a görög PAÓK együttesével. Február 18-án megszerezte első görög bajnoki gólját az Apólon Zmírnisz ellen. A szezon végén bajnoki címet és kupagyőzelmet ünnepelhetett.
2022. január 13-án  opciós joggal fél évre kölcsönbe került az olasz AS Roma csapatához. 2022. július 9-én négyéves szerződés kötött a török Galatasaray csapatával. 2023 decemberében edzés közben elszakadt egy mellkasi izma, és a műtét után több hónapot kihagyott. 2024. szeptember 4-én közös megegyezéssel távozott. Ezt követően a görög Olimbiakósz szerződtette. 2025. február 19-én 2026 decemberéig szóló szerződést írt alá a brazil Sport Recife csapatával.

### A válogatottban
Részt vett a 2010-es U19-es labdarúgó-Európa-bajnokságon, a 2011-es U20-as labdarúgó-világbajnokságon és a 2015-ös U21-es labdarúgó-Európa-bajnokságon, valamint a 2016. évi nyári olimpiai játékokon. 2018. szeptember 6-án mutatkozott be Horvátország ellen. Bekerült a 2018-as labdarúgó-világbajnokságra készülő bő 35 fős keretbe, de a szűkítés során kiesett. 2021. május 20-án bekerült a 2020-as labdarúgó-Európa-bajnokságra utazó keretbe. 2021. június 23-án mutatkozott be a tornán a Franciaország elleni 2–2-es döntetlennel végződő csoportkör mérkőzésen. A 2022-es labdarúgó-világbajnokságra készülő 55 fős keretbe bekerült, de végül a szűkítés során nem maradt a csapattal.

## Statisztika

### Klub
2021. május 19-én frissítve.
| Klub           | Szezon   | Bajnokság              | Bajnokság | Bajnokság | Kupa  | Kupa  | Ligakupa | Ligakupa | Nemzetközi | Nemzetközi | Egyéb | Egyéb | Összesen | Összesen |
| Klub           | Szezon   | Osztály                | Mérk.     | Gólok     | Mérk. | Gólok | Mérk.    | Gólok    | Mérk.      | Gólok      | Mérk. | Gólok | Mérk.    | Gólok    |
| -------------- | -------- | ---------------------- | --------- | --------- | ----- | ----- | -------- | -------- | ---------- | ---------- | ----- | ----- | -------- | -------- |
| Porto          | 2008–09  | Primeira Liga          | 0         | 0         | 0     | 0     | 0        | 0        | 0          | 0          | —     | —     | 0        | 0        |
| Porto          | 2009–10  | Primeira Liga          | 0         | 0         | 1     | 0     | 3        | 0        | 0          | 0          | 0     | 0     | 4        | 0        |
| Porto          | Összesen | Összesen               | 0         | 0         | 1     | 0     | 3        | 0        | 0          | 0          | 0     | 0     | 4        | 0        |
| Beira-Mar      | 2010–11  | Primeira Liga          | 6         | 0         | 2     | 0     | 4        | 0        | —          | —          | —     | —     | 12       | 0        |
| Mechelen       | 2011–12  | Belga First Division A | 6         | 1         | 2     | 2     | —        | —        | —          | —          | —     | —     | 8        | 3        |
| Penafiel       | 2011–12  | Liga de Honra          | 12        | 2         | —     | —     | 1        | 1        | —          | —          | —     | —     | 13       | 3        |
| Porto B        | 2012–13  | Segunda Liga           | 36        | 6         | —     | —     | —        | —        | —          | —          | —     | —     | 36       | 6        |
| Paços Ferreira | 2013–14  | Primeira Liga          | 30        | 2         | 2     | 1     | 2        | 1        | 6          | 0          | 2     | 0     | 42       | 4        |
| Paços Ferreira | 2014–15  | Primeira Liga          | 26        | 2         | 1     | 0     | 0        | 0        | —          | —          | —     | —     | 27       | 2        |
| Paços Ferreira | Összesen | Összesen               | 56        | 4         | 3     | 1     | 2        | 1        | 6          | 0          | 2     | 0     | 69       | 6        |
| Porto          | 2015–16  | Primeira Liga          | 9         | 2         | 5     | 1     | 3        | 0        | 1          | 0          | —     | —     | 18       | 3        |
| Porto          | 2016–17  | Primeira Liga          | 1         | 0         | 0     | 0     | 0        | 0        | 1          | 0          | —     | —     | 2        | 0        |
| Porto          | 2017–18  | Primeira Liga          | 19        | 4         | 2     | 0     | 1        | 0        | 5          | 0          | —     | —     | 27       | 4        |
| Porto          | 2018–19  | Primeira Liga          | 8         | 1         | 3     | 0     | 1        | 0        | 4          | 1          | 1     | 0     | 17       | 2        |
| Porto          | 2019–20  | Primeira Liga          | 20        | 3         | 5     | 1     | 4        | 0        | 5          | 1          | —     | —     | 34       | 5        |
| Porto          | 2020–21  | Primeira Liga          | 32        | 13        | 6     | 1     | 1        | 0        | 8          | 5          | 1     | 1     | 48       | 20       |
| Porto          | Összesen | Összesen               | 89        | 23        | 21    | 3     | 10       | 0        | 24         | 7          | 2     | 1     | 146      | 34       |
| Nantes         | 2016–17  | Ligue 1                | 6         | 0         | —     | —     | —        | —        | —          | —          | —     | —     | 6        | 0        |
| PAÓK           | 2018–19  | Super League Greece    | 11        | 3         | 4     | 0     | —        | —        | —          | —          | —     | —     | 15       | 3        |
| Összesen       | Összesen | Összesen               | 224       | 39        | 33    | 6     | 20       | 2        | 30         | 7          | 4     | 1     | 311      | 55       |

### A válogatottban
2021. május 27-én frissítve.
| Nemzet     | Év       | Mérkőzés | Gól |
| ---------- | -------- | -------- | --- |
| Portugália | 2018     | 3        | 0   |
| Portugália | 2019     | 0        | 0   |
| Portugália | 2020     | 4        | 0   |
| Portugália | 2021     | 6        | 0   |
| Összesen   | Összesen | 13       | 0   |

## Sikerei, díjai
- Porto
  - Portugál bajnok: 2017–18, 2019–20
  - Portugál kupa: 2009–10, 2019–20
  - Portugál szuperkupa: 2018, 2020

- PAÓK
  - Görög bajnok: 2018–19
  - Görög kupa: 2018–19

- AS Roma
  - UEFA Konferencia Liga: 2021–22

- Galatasaray
  - Törökbajnok: 2022–23, 2023–24